# Mølmark (Sørup)
 For alternative betydninger, se Mølmark. (Se også artikler, som begynder med Mølmark)
Mølmark (tidligere også Møglmark, på tysk Möllmark) er en landsby i det nordlige Tyskland, beliggende cirka 1,5 km øst for Sørup i Angel i Sydslesvig. Mod øst ligger den cirka 63 meter høje Taarnhy, mod Elkærå flader terrænet lidt ud. Administrativt udgjorde Mølmark tidligere en selvstændig kommune, men blev 1966 indlemmet i Løstrup kommune og 1970 endelig i Sørup. Den tidligere kommune rådede 1961 over cirka 276 ha og havde 106 indbyggere. Vest for landsbyen slyngrer Vinbækken sig mod Søndersø.
Til Mølmark regnes også Kloster og Silkmose (Silkmoos). I den danske periode hørte landsbyen under Sørup Sogn (Ny Herred) i Flensborg Amt, Hertugdømmet Slesvig (Sønderjylland). Tidligere havde Mårkær Kloster besiddelser i Mølmark. Landsbyen bestod i 1853 af syv gårde og seks husmandssteder.
Mølmark blev første gang nævnt 1466 som Molmark. Stednavnet er afledt af gammeldansk mykil for stor.